# 羌圩乡
羌圩乡，是中华人民共和国广西壮族自治区河池市大化瑶族自治县下辖的一个乡镇级行政单位。

## 行政区划
羌圩乡下辖以下地区：
羌圩村、那良村、洪筹村、健康村、艾圩村和坡马村。